# Energipil
 For alternative betydninger, se Pil. (Se også artikler, som begynder med Pil)
Energipil dækker over en række forskellige pilearter og sorter der dyrkes i såkaldt kort-rotation, dvs. med høstcykler på mellem 1 og 4 år.
Energipil som biobrændsel anses for at være et mere vedvarende brændstof end de fossile brændsler såsom kul, olie eller naturgas. Udviklingen af pil som en energiafgrøde dyrket i kort rotation startede i Sverige i 1970'erne. I Sverige dyrkes der i dag (2011) ca. 15.000 ha. med energipil. Energipil som en energiafgrøde er i kraftig vækst i en række europæiske lande, især i England og Polen hvor der plantes relativt store arealer i disse år.
Ud over at producere CO2-neutral energi er energipil også med til at begrænse udvaskningen af næringsstoffer såsom kvælstof på grund af dens lange vækstsæson og dybe rødder.
I Danmark gennemføres forskning i energipil primært på Science and Technology, Det Biovidenskabelige Fakultet. Vestjysk Landboforening har en hjemmeside med praktiske erfaringer fra dyrkningen af energipil. Der findes nogle få firmaer i Danmark som beskæftiger sig kommercielt med energipil.

## Eksterne kilder og henvisninger
1. ↑  "AgroTech". Arkiveret fra originalen 3. september 2011. Hentet 22. september 2011.
2. ↑  "Pileproduktion i Vestjylland". Arkiveret fra originalen 10. januar 2011. Hentet 22. september 2011.